# Michele Schirru
Michele Schirru (Padria, 19 d'octubre de 1899 - Roma, 29 de maig de 1931) fou un anarquista sard. De jove s'interessà pel socialisme i participà en les protestes socials a Torí de 1917. Fou mobilitzat per a lluitar en la Primera Guerra Mundial. Quan acabà la guerra tornà a Sardenya, però com no trobava feina marxà a París i d'aquí als Estats Units (1920), on adquirí la nacionalitat el 1926. Va viure a Nova York, on treballà al mercat d'Arthur Avenue, North Bronx. Allí també es va fer anarquista i participà activament amb el grup L'Adunata dei Refrattari en la campanya per evitar la pena de mort de Sacco i Vanzetti.
El 1931 va anar a París, on es va entrevistar amb Emilio Lussu, i va tornar a Milà amb la intenció de matar Benito Mussolini. Durant dues setmanes va estudiar acuradament el camí a través de Villa Torlonia, Porta Pia, el Viminale, Via Nazionale i Piazza Venezia, sense creuar-se un sol moment amb l'objectiu del viatge. Desencoratjat i decebut, conegué una ballarina hongaresa, Anna Lucovszky, de la que se n'enamorà. Però la nit del dimarts 3 de febrer fou arrestat a l'Hotel Colonna, i a la comissaria intenta suïcidar-se amb la seva pistola, però la bala li travessa les galtes i sobrevisqué desfigurat. la notícia de la seva detenció, a Sardenya, la seva germana, secretària del fascio femení i el seu germà sacerdot, el negaren.
Tot i que no havia arribat a cometre cap delicte punible amb la pena de mort, fou processat per un Tribunal Especial Feixista que el 28 de maig de 1931 el va condemnar a mort amb aquesta declaració, esmentada a la sentència: « Qui atempta a la vida del Duce atempta a la grandesa d'Itàlia, atempta a la humanitat, perquè el Duce pertany a la humanitat». Malgrat que tenia la ciutadania estatunidenca, el govern dels Estats Units no reacciona, i 29 de maig fou afusellat a Fort Braschi.
Michele Schirru pertany a l'àmplia gamma d'antifeixistes que durant les dues dècades intentaren de posar fi a la vida de Mussolini com també Tito Zaniboni, Violet Gibson, Gino Lucetti, Anteo Zamboni i Angelo Pellegrino Sbardellotto. Durant la guerra civil espanyola un grup de voluntaris de la Columna Ascaso va prendre el seu nom.